# Сторари, Марко
Ма́рко Стора́ри (итал. Marco Storari; 7 января 1977, Пиза) — итальянский футболист, вратарь.

## Карьера
Марко Сторари начал карьеру в клубе «Ладисполи», затем перешёл в «Перуджу», где на поле не выходил, а потом выступал на правах аренды в клубе «Монтеварки». В 1998 году Сторари был куплен клубом «Анкона», которому Сторари помог выйти в Серию В летом 2000 года, после чего им заинтересовались клубы высшего итальянского дивизиона, но дальнейшей карьере голкипера помешала травма.
В 2002 году Сторари перешёл в «Наполи», купившей половину прав на трансфер игрока, но за клуб Сторари играл редко, а потому по окончании сезона ушёл в «Мессину», вышедшую в Серию А. Сторари в первый же сезон твёрдо занял место в основе команды и стал одним из главных героев завоевания «Мессиной» высокого для себя 7-го места в Серии А. Однако уже в следующем сезоне Сторари не смог спасти «Мессину» от «вылета» в Серию В, но из-за коррупционного скандала в итальянском футболе клуб смог выйти в Серию А, заняв место «Ювентуса». В октябре 2005 года Сторари был вызван в сборную Италии в качестве третьего вратаря на матч со сборной Словении вместо Николы Сантони, отказавшегося ехать в сборную. А в 2006 году Сторари был выбран капитаном «Мессины».
17 января 2007 года Сторари был куплен «Миланом» за 1,2 млн евро, подписав контракт до июня 2010 года, покупался Сторари в качестве замены травмированному Желько Калачу. Через месяц, 11 февраля, Сторари дебютировал в составе «Милана» в матче с «Ливорно», сделав несколько «сейвов», в следующей игре 17 февраля с «Сиеной», выигранной «Миланом» 4:3, Сторари допустил несколько грубых ошибок, после чего плотно «осел на банке». После этого пошли слухи о переходе Сторари в «Реал Бетис», голкипер даже ездил в Севилью на просмотр, но сделка в последний момент сорвалась.
12 августа Сторари был отдан в аренду в испанский клуб «Леванте», команду в тот год «лихорадило» из-за скверного финансового состояния клуба, который даже не мог платить итальянцу зарплату, а потому уже через 6 месяцев голкипер вернулся в «Милан», где тут же был отдан в аренду в «Кальяри». В новой команде Сторари вновь демонстрировал высокий класс игры, став героем обороны клуба, во многом именно благодаря приходу Сторари в команду, «Кальяри», набравший до этого лишь 10 очков, в последующие туры добрал ещё 33 и смог остаться в Серии А.
15 июля 2008 года Сторари был отдан в аренду «Фиорентине», в составе которой дебютировал 17 января 2009 года с «Миланом», этот матч закончился поражением «фиалок» 0:1.
15 января 2010 года Сторари на правах аренды перешёл в клуб «Сампдория», чтобы заменить травмированного Лука Кастеллацци. Вскоре после перехода генуэзский клуб выразил желание выкупить контракт вратаря.
23 июня 2010 года Сторари перешёл в «Ювентус», подписав трёхлетний контракт с клубом; сумма трансфера составила 4,5 млн евро. Сторари дебютировал за «Ювентус» 29 июля 2010 года в Ирландии в матче Третьего квалификационного раунда против «Шемрок Роверс», матч завершился со счётом 0:3 в пользу «Ювентуса». В начале сезона стал основным вратарем, из-за травмы Джанлуиджи Буффона, проведя 23 матча в Серии А. После выздоровления Буффона, стал вторым вратарем «Ювентуса». 6 мая 2012 года он завоевал свой первый титул чемпионов Италии в составе «Ювентуса», в последующие сезоны завоевал ещё два. Являлся «кубковым вратарём» Ювентуса.
3 июля 2015 перебрался в «Кальяри» на правах свободного агента. Соглашение рассчитано на один сезон.

## Достижения
«Милан»
- Победитель Лиги чемпионов: 2006/07

«Ювентус»
- Чемпион Италии (4): 2011/12, 2012/13, 2013/14, 2014/15
- Обладатель Кубка Италии: 2014/15
- Финалист Кубка Италии (2): 2011/12
- Обладатель Суперкубка Италии (2): 2012, 2013
- Финалист Лиги чемпионов: 2014/15